# Liste des pactes en Suisse avant 1386
Cet article présente la liste des plus importants pactes signés en Suisse avant 1386[pourquoi ?].

## Pacte fédéral, 1291
Signataires : Uri, Schwytz, Unterwald
En 1291, Rodolphe Ier de Habsbourg est également empereur du Saint-Empire romain germanique. Il décède le 15 juillet et des incertitudes planent sur sa succession. Uri, Schwytz et Nidwald, suivis du canton d'Obwald, décident de renouveler leur union par une alliance plus solide que les précédentes. Ils montrent ainsi aux Habsbourg qu'ils restent unis. 
Ce pacte est signé en août 1291. Il s'agit du plus ancien pacte « confédéral » écrit retrouvé, c'est donc cette date qui est retenue par l'histoire.
Il s'agit d'un pacte d'assistance militaire, avec des clauses concernant l'arbitrage en cas de conflit interne et d'entraide judiciaire. Le pacte prévoit aussi le rejet des fonctionnaires imposés par les Habsbourg.

## Pacte de Brunnen, 1315
Signataires : Uri, Schwytz, Unterwald
La lutte qui oppose les Waldstätten aux Habsbourg conduit les deux camps à s'affronter le 15 novembre 1315 à bataille de Morgarten. La défaite du duc Léopold Ier renforce les Waldstätten dans leurs convictions. Trois semaines plus tard, le 9 décembre 1315 à Brunnen, ils renouvellent leur pacte de 1291. 
Alors que le précédent pacte était rédigé en latin, celui-ci est en allemand. De plus, il fait expressément référence à la notion d'Eidgenossen, ce qui veut dire compagnons liés par un serment et se traduit en français par « Confédérés ». 
Ce pacte reprend les clauses de celui de 1291 tout en les renforçant. Ainsi, les Confédérés promettent de ne jamais s'allier à un Seigneur étranger, ni d'avoir des obligations envers un étranger, sans demander l'avis des autres membres du pacte. Ces nouvelles clauses imposent donc aux Confédérés une politique étrangère commune.

## Pacte de Lucerne, 1332
Signataires : Uri, Schwytz, Unterwald et Lucerne
Grâce au commerce que permet le Gothard, la ville de Lucerne se développe aisément et souhaite devenir maîtresse de sa destinée. Dans ce contexte, elle s'allie donc avec les trois Confédérés.
Ce traité dépasse de beaucoup le domaine économique. Il s'agit, comme pour les premiers, d'un pacte d'alliance prévoyant une aide mutuelle, une procédure arbitrale et l'interdiction de conclure des alliances externes.

## Pacte de Zurich, 1351
Signataires : Uri, Schwytz, Unterwald, Lucerne et Zurich
La ville de Zurich est en proie à de grands désaccords politiques entre la bourgeoisie et la noblesse. Le bourgmestre Rodolphe Brun arrive à écarter cette noblesse du pouvoir; celle-ci étant proche des Habsbourg, il décide de rechercher un appui, en grande partie militaire, auprès des Confédérés. 
Il en résulte une alliance différente des précédentes. La procédure arbitrale est assouplie et les deux parties, d'une part les quatre Confédérés, de l'autre Zurich, restent libres de mener leur propre politique étrangère.
L'arrivée dans la ligue d'une seconde ville ayant le rayonnement de Zurich marque une évolution importante de l'alliance. Cette puissance économique possède une industrie de la soie dont la matière première vient d'Italie par le Gothard. 

## Pacte de Glaris, 1352
Signataires : Uri, Schwytz, Unterwald, Zurich et Glaris
Depuis la seconde moitié du XIIIe siècle, Glaris tente de s'émanciper de la mainmise habsbourgeoise. C'est donc sans opposition que les Glaronnais acceptent l'occupation, fin 1351, de leur vallée par les Confédérés et une nouvelle alliance est conclue le 4 juin 1352. Seule Lucerne s'abstient car le pacte ne reconnait pas certains droits en faveur des Habsbourg.
Dans ce pacte, qui reprend globalement les dispositions des précédents, Glaris ne jouit pas d'un statut égal aux autres signataires. Certaines clauses sont obligatoires pour les Glaronnais mais non pour les Confédérés. Glaris doit par exemple soutenir ses alliés sans aucune réserve alors que ceux-ci se réservent le droit d'intervenir. De même, Glaris n'a pas le droit de conclure des alliances sans l'accord des autres Confédérés alors que ceux-ci gardent leur liberté dans ce domaine.
Les conséquences de cette inégalité se révèlent deux mois plus tard. En signant une trêve avec l'Autriche, les quatre autres Confédérés abandonnent Glaris qui devra attendre la bataille de Naefels, en 1388, et le Convenant de Sempach, en 1393, pour apparaître à nouveau aux côtés des Confédérés. 

## Pacte de Zoug, 1352
Signataires : Uri, Schwytz, Unterwald, Lucerne, Zurich et Zoug
Située entre Zurich et les autres Confédérés, Zoug représente un intérêt stratégique et il n'est pas possible de la laisser sous contrôle autrichien. Après deux semaines de siège et quatre jours de négociations, un pacte est signé le 27 juin 1352. Lucerne est également signataire, car les droits de l'Autriche sont respectés. 
Ce pacte reprend les clauses de celui conclu avec Zurich et le nouvel arrivé est donc traité d'égal à égal avec les autres Confédérés, contrairement au pacte de Glaris. Mais, comme pour Glaris, cette alliance ne dure pas car une paix de compromis est signée avec les Habsbourg et  Zoug leur est restituée. Les Schwytzois reprendront la ville en 1365.

## Pacte de Berne, 1353
Signataires : Uri, Schwytz, Unterwald et Berne
L'intérêt de Berne, alors ville impériale, pour les Waldstätten est essentiellement politique. Berne avait signé des traités à la fois avec les Waldstätten, en 1323 déjà, et avec l'Autriche. Depuis plusieurs décennies, les Bernois menaient une politique très expansionniste et cherchaient à stabiliser leur territoire, notamment la vallée du Hasli(voir:District d'Oberhasli et l'Oberland bernois). Elle décide donc de "renouveler" le traité de 1323 en concluant un pacte avec les trois Waldstaetten le 6 mars 1353. 
Par ce pacte, les Waldstaetten s'assurent l'appui d'une ville puissante autant pour son armée que pour son économie.
Lucerne et Zurich, qui ne sont pas formellement signataires du pacte, signent le lendemain une charte avec les Waldstaetten qui confirme les solidarités réciproques. Cette construction semble avant tout destinée à ménager les Habsbourg mais, dans les faits, ce sont bien six Confédérés qui se retrouvent ainsi liés.
Contrairement aux autres pactes, celui-ci laisse les parties libres de conclure d'autres alliances et assouplit les obligations d'aide militaire. Enfin, une clause particulière empêche les Waldstaetten de favoriser les tendances démocratiques qui se manifestent dans la vallée du Hasli et dans le reste de l'Oberland.

## La Charte des prêtres, 1370
Signataires : Uri, Schwytz, Unterwald, Lucerne, Zurich et Zoug
Ce traité est fondamentalement différent de tous les précédents, car il ne s'agit pas d'un pacte d'alliance. Le sentiment d'unité parmi les Confédérés est devenu assez fort pour que ceux-ci jugent nécessaire de trouver des réponses et des règles communes à certaines questions problématiques. L'élément déclencheur est l'agression de l'avoyer de Lucerne  par le prévôt du Grossmünster de Zurich. Lorsque les autorités veulent juger le coupable, celui-ci se soustrait aux tribunaux ordinaires, prétextant que, vu sa fonction, il est soumis exclusivement à la justice ecclésiastique. 
L'affaire suscite une grande émotion dans la population et conduit les Confédérés à conclure, le 7 octobre 1370, la Charte des Prêtes. Dans ce document apparaît pour la première fois l'expression "unser Eydgenossenschaft", que l'on peut traduire par "notre Confédération", pour désigner l'ensemble des Confédérés.
La charte assure la compétence des tribunaux locaux et laïcs sur tout le territoire de la Confédération, que l'on soit noble ou roturier, laïc ou religieux. Elle prévoit même que les citoyens au service de l'Autriche et qui vivent sur le territoire confédéré soient soumis aux lois et tribunaux du canton dans lequel ils résident. 
Les Confédérés ajoutent à ces dispositions des clauses assurant la sécurité sur les voies de communication et une interdiction des expéditions armées sans une autorisation préalable des autorités. 

## Sources principales
- A. Castell, Les Chartes Fédérales de Schwyz
- D. Lasserre, Alliances Confédérales 1291-1815